# Pétros Galaktópoulos
Pétros Galaktópoulos (grec moderne : Πέτρος Γαλακτόπουλος), né le 7 juin 1945 à Athènes, est un lutteur grec pratiquant la lutte gréco-romaine.

## Carrière
Pétros Galaktópoulos est médaillé d'argent dans la catégorie des moins de 70 kg aux Jeux méditerranéens de 1967 à Tunis, puis médaillé de bronze aux Jeux olympiques d'été de 1968 à Mexico. Quatrième dans la catégorie des moins de 74 kg aux Championnats d'Europe 1970 à Berlin-Est, il obtient le bronze de cette catégorie la même année aux Championnats du monde à Edmonton ; ce bronze est conservé aux Mondiaux de 1971 à Sofia. Aux  Championnats d'Europe 1972 à Katowice, Petros Galaktopoulos remporte la médaille d'or des moins de 74 kg ; la même année, il est médaillé d'argent des moins de 74 kg aux Jeux olympiques à Munich. Sa dernière médaille internationale est remportée aux Championnats d'Europe 1976 à Léningrad, avec une troisième place en moins de 74 kg.